# Jacobiana tanganensis
Jacobiana tanganensis är en insektsart som beskrevs av Buckton. Jacobiana tanganensis ingår i släktet Jacobiana och familjen hornstritar. Inga underarter finns listade i Catalogue of Life.